# P.C. Bang
Peter Christopher Bang (født 1. november 1829 i København, død 14. oktober 1905 sammesteds) var en dansk officer og militærhistoriker.

## Karriere
P.C. Bang var søn af kancellisekretær, senere herredsfoged og etatsråd Claus Bang (1792-1868) og hustru Inger Marie født Zimmer (1799-?), blev student 1847 (privat dimitteret) og tog filosofikum 1848. 1853-55 var han elev på Den kongelige militære Højskole og blev uddannet artilleriofficer. Han blev sekondløjtnant 1853, premierløjtnant 1858 og deltog i krigen 1864 ved 7. batteri og udmærkede sig ved Vejle.
Efter krigen blev Bang 1867 kaptajn ved 1. Artilleribataljon, 1881 oberstløjtnant, 1892 oberst og fik 7. november 1894 afsked på grund af alder.
Han blev Ridder af Dannebrogordenen 29. marts 1864 og 26. maj 1883 Dannebrogsmand og 28. juli 1894 Kommandør af 2. grad af Dannebrog.

## Historisk virke
P.C. Bang forrettede tjeneste ved Tøjhuset, hvor han sammen med Otto Blom fik til opgave at nyordne den historiske våbensamling (nu Tøjhusmuseet), hvilket dog indskrænkedes til en ved hans død ufuldendt katalogisering. Bang påbegyndte i 1870 et stort anlagt værk om det danske artilleris historie, som forblev ufuldendt, men som fylder 4½ hyldemeter i Rigsarkivet.
Desuden skrev han biografier om danske artilleriofficerer til C.F. Brickas Dansk Biografisk Leksikon.
Bang ægtede 14. februar 1880 Caroline Amalie Frederikke Lorentz (9. maj 1843 - 2. november 1906), datter af skrædder Johan Joachim Frederik Lorentz (1799-1866) og Maren Sophie Henningsen (1807-1886).